# 国泰寺町 (広島市)

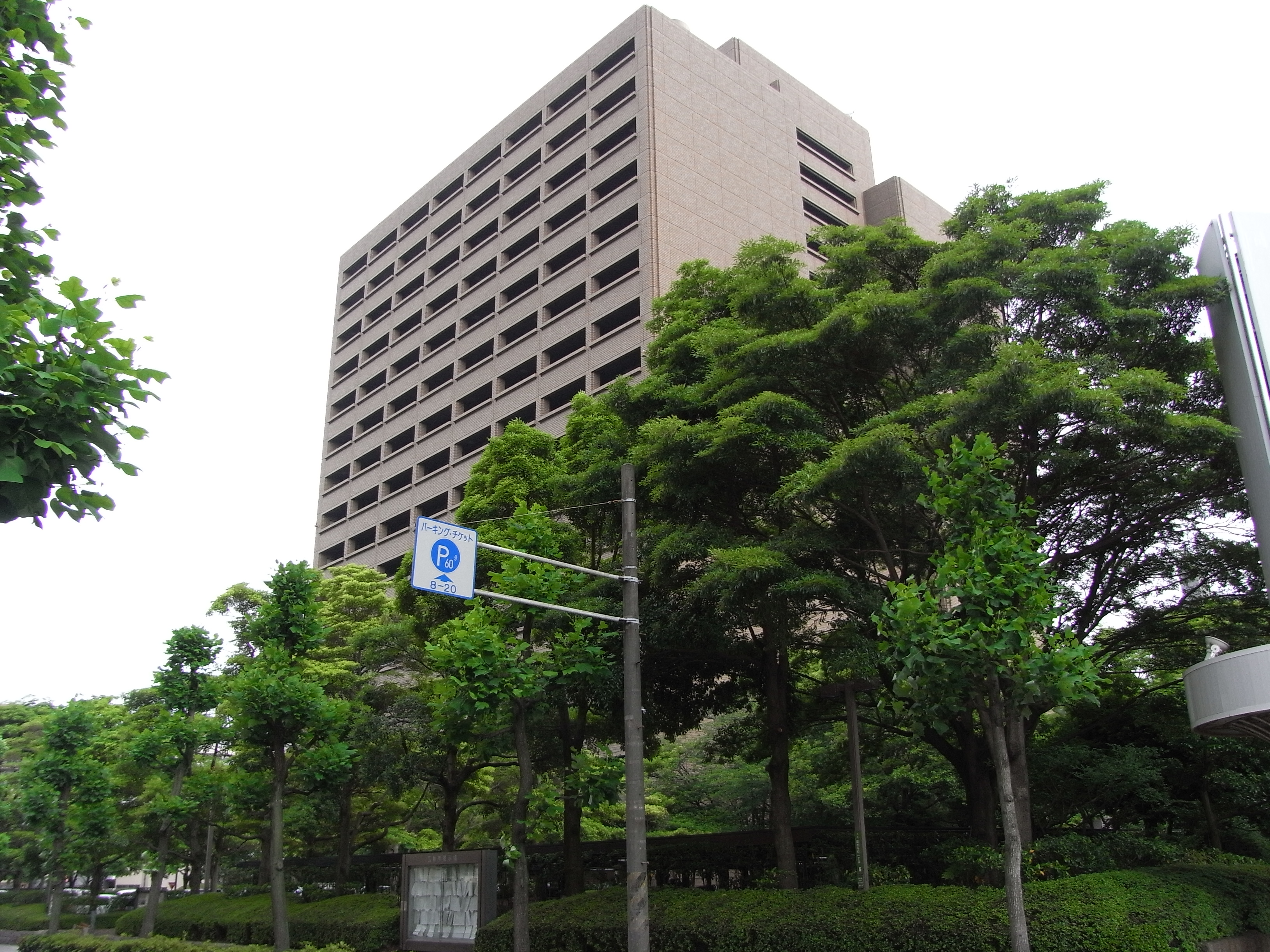
広島市役所（国泰寺町一丁目）

国泰寺町（こくたいじまち）は、広島県広島市中区の地名である。この項目では、現在の国泰寺町およびかつての国泰寺村について記述する。

## 地理
広島市中心部、北に平和大通り、その北に広島本通商店街、その北には相生通りと紙屋町交差点。1丁目の南に国道2号線、2丁目は国道2号線の南にある。西に国道54号線（鯉城通り）を挟んで大手町。広島市役所や広島中央郵便局、広島国泰寺高等学校が所在し、オフィス街として企業のビルも多くある。大手町5丁目の鷹野橋商店街も近い。

## 隣接している地区
- 北側…中区小町
- 南側…中区千田町
- 西側…中区大手町
- 東側…中区富士見町

## 歴史
国泰寺という地名は、現在のANAクラウンプラザホテル広島付近にかつて所在していた国泰寺（現在は西区己斐上に移転）に由来する。広島築城時から藩政時代初期にかけては、この国泰寺および隣接する白神社の南端の岩礁（現在も同社境内に保存されている）まで広島湾が迫っていたが、藩政期を通じて遠浅の海が埋め立てられ、国泰寺・白神社より南に造成された新開地は「国泰寺村」と命名された。
近代以降の町名変更によって国泰寺村は北部の国泰寺町、南部の千田町などに分割され、国泰寺・白神社近辺の住所表示も小町（現在は中町に変更）となった。1928年（昭和3年）、それまで中島新町（現在の中島町）に所在していた広島市役所が国泰寺町に移転し、国泰寺町は市政の中枢としての地位を占めるに至った。

## 住居表示
- 国泰寺町（こくたいじまち） 1丁目・2丁目
- 小町（こまち）

## 主な施設
- 広島中央郵便局(国泰寺町)
- 広島小町郵便局(小町)
- 中国電力本社ビル(小町)

## 学校
- 広島県立広島国泰寺高等学校（国泰寺町） - 広島一中として創立し、2007年に創立130周年をむかえる伝統のある高校。
- 広島県立西高等学校（国泰寺町） - 広島国泰寺高等学校と隣接している通信制高校。2021年3月31日をもって閉校となった。
- 並木学院高等学校（小町） - 学校法人英数学館が運営する通信制高校。
- 広島アニマルケア専門学校（小町） - 並木学院高等学校と同じく学校法人英数学館が運営し、敷地も隣接している専門学校。
- 広島市立国泰寺中学校（国泰寺町）
- 広島中央幼稚園（国泰寺町） - 学校法人海空学園が運営する幼稚園。

## 行政
- 広島市役所
- 中区役所

## 公園
- 国泰寺公園(国泰寺町)

## 道路
- 国道2号線（新広島バイパス）
- 平和大通り（広島市道比治山庚午線）
- 鯉城通り（国道54号線）
- じぞう通り

## 交通
- 広島電鉄宇品線
  - 中電前電停
  - 市役所前電停
- 広電バス
  - 市役所前バス停など